# 말베이크역
말베이크역(네덜란드어: Maalbeek, 프랑스어: Maalbeek)은 벨기에 브뤼셀에 위치한 브뤼셀 메트로의 역이다. 역의 이름은 말베이크 강에서 따온 것이다.

## 역사
1969년 12월 20일 프리메트로 역으로서 개업했다. 1976년 9월 20일 프리메트로에서 지하철역으로 전환되었다. 1982년에 지금은 없어진 2개의 노선으로 사용되었으며, 2009년 4월 4일 1호선과 5호선으로 재조정되었다.
2016년 3월 22일, 폭탄 테러가 발생하여 20여명이 사망하였다.